# Visoče (gmina Šentjur)
Visoče – wieś w Słowenii, w gminie Šentjur. W 2018 roku liczyła 70 mieszkańców.